# Tour d'Oman 2017
La 8e édition du Tour d'Oman a lieu du 14 au 19 février 2017. La course fait partie du calendrier UCI Asia Tour 2017 en catégorie 2.HC.

## Présentation

### Équipes
Classé en catégorie 2.HC de l'UCI Asia Tour, le Tour d'Oman est par conséquent ouvert aux WorldTeams dans la limite de 70 % des équipes participantes, aux équipes continentales professionnelles, aux équipes continentales omanaises et à une équipe nationale omanaise.
Dix-huit équipes participent à ce Tour d'Oman - neuf WorldTeams et neuf équipes continentales professionnelles :
| WorldTeams (9)- AG2R La Mondiale - Astana - Bahrain-Merida - BMC Racing Team - Dimension Data - Katusha-Alpecin - Quick-Step Floors - Team Sunweb - UAE Abu Dhabi Équipes continentales professionnelles (9)- Aqua Blue Sport - CCC Sprandi Polkowice - Delko Marseille Provence KTM - Nippo-Vini Fantini - Sport Vlaanderen-Baloise - UnitedHealthcare - Wanty-Groupe Gobert - WB-Veranclassic-Aqua Protect - Wilier Triestina-Selle Italia |
| |

## Étapes
| Étape     | Date    | Villes étapes                       | type                      | Distance (km) | Vainqueur d'étape    | Leader du classement général |
| --------- | ------- | ----------------------------------- | ------------------------- | ------------- | -------------------- | ---------------------------- |
| 1re étape | 14 fév. | Plage d'Al Sawadi – Parc Naseem     | étape de plaine           | 176,5         | Alexander Kristoff   | Alexander Kristoff           |
| 2e étape  | 15 fév. | Nakhal – Bandar Jissah              | étape vallonnée           | 145,5         | Ben Hermans          | Ben Hermans                  |
| 3e étape  | 16 fév. | Sultan Qaboos University – Qurayyat | étape vallonnée           | 162           | Søren Kragh Andersen | Ben Hermans                  |
| 4e étape  | 17 fév. | Yiti – Ministère du Tourisme d'Oman | étape vallonnée           | 118           | Alexander Kristoff   | Ben Hermans                  |
| 5e étape  | 18 fév. | Sama'il – djebel Akhdar             | étape de moyenne montagne | 152,5         | Ben Hermans          | Ben Hermans                  |
| 6e étape  | 19 fév. | Mascate – Matrah                    | étape de plaine           | 130,5         | Alexander Kristoff   | Ben Hermans                  |

## Déroulement de la course

### 1reétape
| Classement | Classement            | Classement | Classement                    | Classement         |
|            | Coureur               | Pays       | Équipe                        | Temps              |
| ---------- | --------------------- | ---------- | ----------------------------- | ------------------ |
| 1er        | Alexander Kristoff    | Norvège    | Katusha-Alpecin               | en 3 h 46 min 29 s |
| 2e         | Kristian Sbaragli     | Italie     | Dimension Data                | + 0 s              |
| 3e         | Sonny Colbrelli       | Italie     | Bahrain-Merida                | + 0 s              |
| 4e         | Lasse Norman Hansen   | Danemark   | Aqua Blue Sport               | + 0 s              |
| 5e         | Lucas Sebastián Haedo | Argentine  | UnitedHealthcare              | + 0 s              |
| 6e         | Jakub Mareczko        | Italie     | Wilier Triestina-Selle Italia | + 0 s              |
| 7e         | Roy Jans              | Belgique   | WB-Veranclassic-Aqua Protect  | + 0 s              |
| 8e         | Benjamin Giraud       | France     | Delko-Marseille Provence-KTM  | + 0 s              |
| 9e         | Sacha Modolo          | Italie     | UAE Abu Dhabi                 | + 0 s              |
| 10e        | Manuel Belletti       | Italie     | Wilier Triestina-Selle Italia | + 0 s              |
| modifier   |                       |            |                               |                    |

| \| Classement général \| Classement général \| Classement général \| Classement général \| Classement général \| \| Coureur \| Coureur \| Pays \| Équipe \| Temps \| \| ------------------ \| --------------------- \| ------------------ \| ----------------------------- \| ------------------ \| \| 1er \| Alexander Kristoff \| Norvège \| Katusha-Alpecin \| 3 h 46 min 19 s \| \| 2e \| Kristian Sbaragli \| Italie \| Dimension Data \| + 4 s \| \| 3e \| Aimé De Gendt \| Belgique \| Sport Vlaanderen-Baloise \| + 4 s \| \| 4e \| Sonny Colbrelli \| Italie \| Bahrain-Merida \| + 6 s \| \| 5e \| Giuseppe Fonzi \| Italie \| Wilier Triestina-Selle Italia \| + 6 s \| \| 6e \| Lawrence Warbasse \| États-Unis \| Aqua Blue Sport \| + 9 s \| \| 7e \| Alan Marangoni \| Italie \| Nippo-Vini Fantini \| + 9 s \| \| 8e \| Lasse Norman Leth \| Danemark \| Aqua Blue Sport \| + 10 s \| \| 9e \| Lucas Sebastián Haedo \| Argentine \| UnitedHealthcare \| + 10 s \| \| 10e \| Jakub Mareczko \| Italie \| Wilier Triestina-Selle Italia \| + 10 s \| |                       |            |                               |                 |
| |                       |            |                               |                 |
| |                       |            |                               |                 |
| Classement général |                       |            |                               |                 |
| Coureur | Coureur               | Pays       | Équipe                        | Temps           |
| 1er | Alexander Kristoff    | Norvège    | Katusha-Alpecin               | 3 h 46 min 19 s |
| 2e | Kristian Sbaragli     | Italie     | Dimension Data                | + 4 s           |
| 3e | Aimé De Gendt         | Belgique   | Sport Vlaanderen-Baloise      | + 4 s           |
| 4e | Sonny Colbrelli       | Italie     | Bahrain-Merida                | + 6 s           |
| 5e | Giuseppe Fonzi        | Italie     | Wilier Triestina-Selle Italia | + 6 s           |
| 6e | Lawrence Warbasse     | États-Unis | Aqua Blue Sport               | + 9 s           |
| 7e | Alan Marangoni        | Italie     | Nippo-Vini Fantini            | + 9 s           |
| 8e | Lasse Norman Leth     | Danemark   | Aqua Blue Sport               | + 10 s          |
| 9e | Lucas Sebastián Haedo | Argentine  | UnitedHealthcare              | + 10 s          |
| 10e | Jakub Mareczko        | Italie     | Wilier Triestina-Selle Italia | + 10 s          |

### 2eétape
Le final initialement prévu en descente a été écourté pour arriver au sommet d'Al Jissah.
| \| Classement de l'étape \| Classement de l'étape \| Classement de l'étape \| Classement de l'étape \| Classement de l'étape \| \| Coureur \| Coureur \| Pays \| Équipe \| Temps \| \| --------------------- \| --------------------- \| --------------------- \| --------------------- \| --------------------- \| \| 1er \| Ben Hermans \| Belgique \| BMC Racing Team \| 3 h 20 min 49 s \| \| 2e \| Rui Costa \| Portugal \| UAE Abu Dhabi \| + 0 s \| \| 3e \| Jakob Fuglsang \| Danemark \| Astana \| + 0 s \| \| 4e \| Merhawi Kudus \| Érythrée \| Dimension Data \| + 4 s \| \| 5e \| Nathan Haas \| Australie \| Dimension Data \| + 7 s \| \| 6e \| David de la Cruz \| Espagne \| Quick-Step Floors \| + 7 s \| \| 7e \| Fabio Aru \| Italie \| Astana \| + 7 s \| \| 8e \| Janier Acevedo \| Colombie \| UnitedHealthcare \| + 7 s \| \| 9e \| Greg Van Avermaet \| Belgique \| BMC Racing Team \| + 7 s \| \| 10e \| Romain Bardet \| France \| AG2R La Mondiale \| + 7 s \| |                   |           |                   |                 |
| |                   |           |                   |                 |
| |                   |           |                   |                 |
| Classement de l'étape |                   |           |                   |                 |
| Coureur | Coureur           | Pays      | Équipe            | Temps           |
| 1er | Ben Hermans       | Belgique  | BMC Racing Team   | 3 h 20 min 49 s |
| 2e | Rui Costa         | Portugal  | UAE Abu Dhabi     | + 0 s           |
| 3e | Jakob Fuglsang    | Danemark  | Astana            | + 0 s           |
| 4e | Merhawi Kudus     | Érythrée  | Dimension Data    | + 4 s           |
| 5e | Nathan Haas       | Australie | Dimension Data    | + 7 s           |
| 6e | David de la Cruz  | Espagne   | Quick-Step Floors | + 7 s           |
| 7e | Fabio Aru         | Italie    | Astana            | + 7 s           |
| 8e | Janier Acevedo    | Colombie  | UnitedHealthcare  | + 7 s           |
| 9e | Greg Van Avermaet | Belgique  | BMC Racing Team   | + 7 s           |
| 10e | Romain Bardet     | France    | AG2R La Mondiale  | + 7 s           |

| \| Classement général \| Classement général \| Classement général \| Classement général \| Classement général \| \| Coureur \| Coureur \| Pays \| Équipe \| Temps \| \| ------------------ \| ------------------ \| ------------------ \| ------------------ \| ------------------ \| \| 1er \| Ben Hermans \| Belgique \| BMC Racing Team \| 7 h 07 min 08 s \| \| 2e \| Rui Costa \| Portugal \| UAE Abu Dhabi \| + 4 s \| \| 3e \| Jakob Fuglsang \| Danemark \| Astana \| + 6 s \| \| 4e \| Merhawi Kudus \| Érythrée \| Dimension Data \| + 14 s \| \| 5e \| Nathan Haas \| Australie \| Dimension Data \| + 17 s \| \| 6e \| Fabio Aru \| Italie \| Astana \| + 17 s \| \| 7e \| Janier Acevedo \| Colombie \| UnitedHealthcare \| + 17 s \| \| 8e \| David de la Cruz \| Espagne \| Quick-Step Floors \| + 17 s \| \| 9e \| Mathias Frank \| Suisse \| AG2R La Mondiale \| + 17 s \| \| 10e \| Romain Bardet \| France \| AG2R La Mondiale \| + 17 s \| |                  |           |                   |                 |
| |                  |           |                   |                 |
| |                  |           |                   |                 |
| Classement général |                  |           |                   |                 |
| Coureur | Coureur          | Pays      | Équipe            | Temps           |
| 1er | Ben Hermans      | Belgique  | BMC Racing Team   | 7 h 07 min 08 s |
| 2e | Rui Costa        | Portugal  | UAE Abu Dhabi     | + 4 s           |
| 3e | Jakob Fuglsang   | Danemark  | Astana            | + 6 s           |
| 4e | Merhawi Kudus    | Érythrée  | Dimension Data    | + 14 s          |
| 5e | Nathan Haas      | Australie | Dimension Data    | + 17 s          |
| 6e | Fabio Aru        | Italie    | Astana            | + 17 s          |
| 7e | Janier Acevedo   | Colombie  | UnitedHealthcare  | + 17 s          |
| 8e | David de la Cruz | Espagne   | Quick-Step Floors | + 17 s          |
| 9e | Mathias Frank    | Suisse    | AG2R La Mondiale  | + 17 s          |
| 10e | Romain Bardet    | France    | AG2R La Mondiale  | + 17 s          |

### 3eétape
| Classement | Classement           | Classement | Classement        | Classement         |
|            | Coureur              | Pays       | Équipe            | Temps              |
| ---------- | -------------------- | ---------- | ----------------- | ------------------ |
| 1er        | Søren Kragh Andersen | Danemark   | Sunweb            | en 3 h 53 min 11 s |
| 2e         | Rui Costa            | Portugal   | UAE Abu Dhabi     | + 0 s              |
| 3e         | Ben Hermans          | Belgique   | BMC Racing        | + 0 s              |
| 4e         | Laurens De Plus      | Belgique   | Quick-Step Floors | + 0 s              |
| 5e         | Jakob Fuglsang       | Danemark   | Astana            | + 0 s              |
| 6e         | David de la Cruz     | Espagne    | Quick-Step Floors | + 0 s              |
| 7e         | Romain Bardet        | France     | AG2R La Mondiale  | + 0 s              |
| 8e         | Merhawi Kudus        | Érythrée   | Dimension Data    | + 0 s              |
| 9e         | Fabio Aru            | Italie     | Astana            | + 4 s              |
| 10e        | Lachlan Morton       | Australie  | Dimension Data    | + 4 s              |
| modifier   |                      |            |                   |                    |

| \| Classement général \| Classement général \| Classement général \| Classement général \| Classement général \| \| Coureur \| Coureur \| Pays \| Équipe \| Temps \| \| ------------------ \| -------------------- \| ------------------ \| ------------------ \| ------------------ \| \| 1er \| Ben Hermans \| Belgique \| BMC Racing Team \| 11 h 00 min 15 s \| \| 2e \| Rui Costa \| Portugal \| UAE Abu Dhabi \| + 2 s \| \| 3e \| Jakob Fuglsang \| Danemark \| Astana \| + 10 s \| \| 4e \| Merhawi Kudus \| Érythrée \| Dimension Data \| + 18 s \| \| 5e \| David de la Cruz \| Espagne \| Quick-Step Floors \| + 21 s \| \| 6e \| Romain Bardet \| France \| AG2R La Mondiale \| + 21 s \| \| 7e \| Laurens De Plus \| Belgique \| Quick-Step Floors \| + 21 s \| \| 8e \| Søren Kragh Andersen \| Danemark \| Team Sunweb \| + 21 s \| \| 9e \| Fabio Aru \| Italie \| Astana \| + 25 s \| \| 10e \| Janier Acevedo \| Colombie \| UnitedHealthcare \| + 25 s \| |                      |          |                   |                  |
| |                      |          |                   |                  |
| |                      |          |                   |                  |
| Classement général |                      |          |                   |                  |
| Coureur | Coureur              | Pays     | Équipe            | Temps            |
| 1er | Ben Hermans          | Belgique | BMC Racing Team   | 11 h 00 min 15 s |
| 2e | Rui Costa            | Portugal | UAE Abu Dhabi     | + 2 s            |
| 3e | Jakob Fuglsang       | Danemark | Astana            | + 10 s           |
| 4e | Merhawi Kudus        | Érythrée | Dimension Data    | + 18 s           |
| 5e | David de la Cruz     | Espagne  | Quick-Step Floors | + 21 s           |
| 6e | Romain Bardet        | France   | AG2R La Mondiale  | + 21 s           |
| 7e | Laurens De Plus      | Belgique | Quick-Step Floors | + 21 s           |
| 8e | Søren Kragh Andersen | Danemark | Team Sunweb       | + 21 s           |
| 9e | Fabio Aru            | Italie   | Astana            | + 25 s           |
| 10e | Janier Acevedo       | Colombie | UnitedHealthcare  | + 25 s           |

### 4eétape
| Classement | Classement         | Classement | Classement               | Classement         |
|            | Coureur            | Pays       | Équipe                   | Temps              |
| ---------- | ------------------ | ---------- | ------------------------ | ------------------ |
| 1er        | Alexander Kristoff | Norvège    | Katusha-Alpecin          | en 2 h 50 min 29 s |
| 2e         | Sonny Colbrelli    | Italie     | Bahrain-Merida           | + 0 s              |
| 3e         | Greg Van Avermaet  | Belgique   | BMC Racing               | + 0 s              |
| 4e         | Nathan Haas        | Australie  | Dimension Data           | + 0 s              |
| 5e         | Marko Kump         | Slovénie   | UAE Abu Dhabi            | + 0 s              |
| 6e         | Kristian Sbaragli  | Italie     | Dimension Data           | + 0 s              |
| 7e         | Benjamin Declercq  | Belgique   | Sport Vlaanderen-Baloise | + 0 s              |
| 8e         | Oliver Naesen      | Belgique   | AG2R La Mondiale         | + 0 s              |
| 9e         | Yves Lampaert      | Belgique   | Quick-Step Floors        | + 0 s              |
| 10e        | Marco Canola       | Italie     | Nippo-Vini Fantini       | + 0 s              |
| modifier   |                    |            |                          |                    |

| \| Classement général \| Classement général \| Classement général \| Classement général \| Classement général \| \| Coureur \| Coureur \| Pays \| Équipe \| Temps \| \| ------------------ \| -------------------- \| ------------------ \| ------------------ \| ------------------ \| \| 1er \| Ben Hermans \| Belgique \| BMC Racing Team \| 13 h 50 min 41 s \| \| 2e \| Rui Costa \| Portugal \| UAE Abu Dhabi \| + 5 s \| \| 3e \| Jakob Fuglsang \| Danemark \| Astana \| + 13 s \| \| 4e \| Merhawi Kudus \| Érythrée \| Dimension Data \| + 21 s \| \| 5e \| David de la Cruz \| Espagne \| Quick-Step Floors \| + 22 s \| \| 6e \| Romain Bardet \| France \| AG2R La Mondiale \| + 23 s \| \| 7e \| Greg Van Avermaet \| Belgique \| BMC Racing Team \| + 24 s \| \| 8e \| Laurens De Plus \| Belgique \| Quick-Step Floors \| + 24 s \| \| 9e \| Søren Kragh Andersen \| Danemark \| Team Sunweb \| + 24 s \| \| 10e \| Fabio Aru \| Italie \| Astana \| + 28 s \| |                      |          |                   |                  |
| |                      |          |                   |                  |
| |                      |          |                   |                  |
| Classement général |                      |          |                   |                  |
| Coureur | Coureur              | Pays     | Équipe            | Temps            |
| 1er | Ben Hermans          | Belgique | BMC Racing Team   | 13 h 50 min 41 s |
| 2e | Rui Costa            | Portugal | UAE Abu Dhabi     | + 5 s            |
| 3e | Jakob Fuglsang       | Danemark | Astana            | + 13 s           |
| 4e | Merhawi Kudus        | Érythrée | Dimension Data    | + 21 s           |
| 5e | David de la Cruz     | Espagne  | Quick-Step Floors | + 22 s           |
| 6e | Romain Bardet        | France   | AG2R La Mondiale  | + 23 s           |
| 7e | Greg Van Avermaet    | Belgique | BMC Racing Team   | + 24 s           |
| 8e | Laurens De Plus      | Belgique | Quick-Step Floors | + 24 s           |
| 9e | Søren Kragh Andersen | Danemark | Team Sunweb       | + 24 s           |
| 10e | Fabio Aru            | Italie   | Astana            | + 28 s           |

### 5eétape
| \| Classement de l'étape \| Classement de l'étape \| Classement de l'étape \| Classement de l'étape \| Classement de l'étape \| \| Coureur \| Coureur \| Pays \| Équipe \| Temps \| \| --------------------- \| --------------------- \| --------------------- \| --------------------- \| --------------------- \| \| 1er \| Ben Hermans \| Belgique \| BMC Racing Team \| 4 h 08 min 46 s \| \| 2e \| Fabio Aru \| Italie \| Astana \| + 3 s \| \| 3e \| Rui Costa \| Portugal \| UAE Abu Dhabi \| + 11 s \| \| 4e \| Giovanni Visconti \| Italie \| Bahrain-Merida \| + 27 s \| \| 5e \| Merhawi Kudus \| Érythrée \| Dimension Data \| + 27 s \| \| 6e \| Tsgabu Grmay \| Éthiopie \| Bahrain-Merida \| + 34 s \| \| 7e \| Lachlan Morton \| Australie \| Dimension Data \| + 37 s \| \| 8e \| Mathias Frank \| Suisse \| AG2R La Mondiale \| + 41 s \| \| 9e \| Nathan Haas \| Australie \| Dimension Data \| + 44 s \| \| 10e \| Romain Bardet \| France \| AG2R La Mondiale \| + 44 s \| |                   |           |                  |                 |
| |                   |           |                  |                 |
| |                   |           |                  |                 |
| Classement de l'étape |                   |           |                  |                 |
| Coureur | Coureur           | Pays      | Équipe           | Temps           |
| 1er | Ben Hermans       | Belgique  | BMC Racing Team  | 4 h 08 min 46 s |
| 2e | Fabio Aru         | Italie    | Astana           | + 3 s           |
| 3e | Rui Costa         | Portugal  | UAE Abu Dhabi    | + 11 s          |
| 4e | Giovanni Visconti | Italie    | Bahrain-Merida   | + 27 s          |
| 5e | Merhawi Kudus     | Érythrée  | Dimension Data   | + 27 s          |
| 6e | Tsgabu Grmay      | Éthiopie  | Bahrain-Merida   | + 34 s          |
| 7e | Lachlan Morton    | Australie | Dimension Data   | + 37 s          |
| 8e | Mathias Frank     | Suisse    | AG2R La Mondiale | + 41 s          |
| 9e | Nathan Haas       | Australie | Dimension Data   | + 44 s          |
| 10e | Romain Bardet     | France    | AG2R La Mondiale | + 44 s          |

| \| Classement général \| Classement général \| Classement général \| Classement général \| Classement général \| \| Coureur \| Coureur \| Pays \| Équipe \| Temps \| \| ------------------ \| ------------------ \| ------------------ \| ------------------ \| ------------------ \| \| 1er \| Ben Hermans \| Belgique \| BMC Racing Team \| 17 h 59 min 17 s \| \| 2e \| Rui Costa \| Portugal \| UAE Abu Dhabi \| + 22 s \| \| 3e \| Fabio Aru \| Italie \| Astana \| + 35 s \| \| 4e \| Merhawi Kudus \| Érythrée \| Dimension Data \| + 58 s \| \| 5e \| Tsgabu Grmay \| Éthiopie \| Bahrain-Merida \| + 1 min 12 s \| \| 6e \| Romain Bardet \| France \| AG2R La Mondiale \| + 1 min 17 s \| \| 7e \| Mathias Frank \| Suisse \| AG2R La Mondiale \| + 1 min 19 s \| \| 8e \| Lachlan Morton \| Australie \| Dimension Data \| + 1 min 21 s \| \| 9e \| Giovanni Visconti \| Italie \| Bahrain-Merida \| + 1 min 33 s \| \| 10e \| Nathan Haas \| Australie \| Dimension Data \| + 1 min 38 s \| |                   |           |                  |                  |
| |                   |           |                  |                  |
| |                   |           |                  |                  |
| Classement général |                   |           |                  |                  |
| Coureur | Coureur           | Pays      | Équipe           | Temps            |
| 1er | Ben Hermans       | Belgique  | BMC Racing Team  | 17 h 59 min 17 s |
| 2e | Rui Costa         | Portugal  | UAE Abu Dhabi    | + 22 s           |
| 3e | Fabio Aru         | Italie    | Astana           | + 35 s           |
| 4e | Merhawi Kudus     | Érythrée  | Dimension Data   | + 58 s           |
| 5e | Tsgabu Grmay      | Éthiopie  | Bahrain-Merida   | + 1 min 12 s     |
| 6e | Romain Bardet     | France    | AG2R La Mondiale | + 1 min 17 s     |
| 7e | Mathias Frank     | Suisse    | AG2R La Mondiale | + 1 min 19 s     |
| 8e | Lachlan Morton    | Australie | Dimension Data   | + 1 min 21 s     |
| 9e | Giovanni Visconti | Italie    | Bahrain-Merida   | + 1 min 33 s     |
| 10e | Nathan Haas       | Australie | Dimension Data   | + 1 min 38 s     |

### 6eétape
| Classement | Classement           | Classement | Classement                    | Classement        |
|            | Coureur              | Pays       | Équipe                        | Temps             |
| ---------- | -------------------- | ---------- | ----------------------------- | ----------------- |
| 1er        | Alexander Kristoff   | Norvège    | Katusha-Alpecin               | en 2 h 57 min 3 s |
| 2e         | Eduard-Michael Grosu | Roumanie   | Nippo-Vini Fantini            | + 0 s             |
| 3e         | Sacha Modolo         | Italie     | UAE Abu Dhabi                 | + 0 s             |
| 4e         | Bert Van Lerberghe   | Belgique   | Sport Vlaanderen-Baloise      | + 0 s             |
| 5e         | Manuel Belletti      | Italie     | Wilier Triestina-Selle Italia | + 0 s             |
| 6e         | Ramon Sinkeldam      | Pays-Bas   | Sunweb                        | + 0 s             |
| 7e         | Sonny Colbrelli      | Italie     | Bahrain-Merida                | + 0 s             |
| 8e         | Lasse Norman Hansen  | Danemark   | Aqua Blue Sport               | + 0 s             |
| 9e         | Kristian Sbaragli    | Italie     | Dimension Data                | + 0 s             |
| 10e        | Roy Jans             | Belgique   | WB-Veranclassic-Aqua Protect  | + 0 s             |
| modifier   |                      |            |                               |                   |

## Classements finals

### Classement général final
| \| Classement général \| Classement général \| Classement général \| Classement général \| Classement général \| \| Coureur \| Coureur \| Pays \| Équipe \| Temps \| \| ------------------ \| ------------------ \| ------------------ \| ------------------ \| ------------------ \| \| 1er \| Ben Hermans \| Belgique \| BMC Racing Team \| 20 h 56 min 20 s \| \| 2e \| Rui Costa \| Portugal \| UAE Abu Dhabi \| + 22 s \| \| 3e \| Fabio Aru \| Italie \| Astana \| + 35 s \| \| 4e \| Merhawi Kudus \| Érythrée \| Dimension Data \| + 58 s \| \| 5e \| Tsgabu Grmay \| Éthiopie \| Bahrain-Merida \| + 1 min 12 s \| \| 6e \| Romain Bardet \| France \| AG2R La Mondiale \| + 1 min 17 s \| \| 7e \| Mathias Frank \| Suisse \| AG2R La Mondiale \| + 1 min 19 s \| \| 8e \| Lachlan Morton \| Australie \| Dimension Data \| + 1 min 21 s \| \| 9e \| Giovanni Visconti \| Italie \| Bahrain-Merida \| + 1 min 33 s \| \| 10e \| Nathan Haas \| Australie \| Dimension Data \| + 1 min 38 s \| |                   |           |                  |                  |
| |                   |           |                  |                  |
| Source : ProCyclingStats |                   |           |                  |                  |
| Classement général |                   |           |                  |                  |
| Coureur | Coureur           | Pays      | Équipe           | Temps            |
| 1er | Ben Hermans       | Belgique  | BMC Racing Team  | 20 h 56 min 20 s |
| 2e | Rui Costa         | Portugal  | UAE Abu Dhabi    | + 22 s           |
| 3e | Fabio Aru         | Italie    | Astana           | + 35 s           |
| 4e | Merhawi Kudus     | Érythrée  | Dimension Data   | + 58 s           |
| 5e | Tsgabu Grmay      | Éthiopie  | Bahrain-Merida   | + 1 min 12 s     |
| 6e | Romain Bardet     | France    | AG2R La Mondiale | + 1 min 17 s     |
| 7e | Mathias Frank     | Suisse    | AG2R La Mondiale | + 1 min 19 s     |
| 8e | Lachlan Morton    | Australie | Dimension Data   | + 1 min 21 s     |
| 9e | Giovanni Visconti | Italie    | Bahrain-Merida   | + 1 min 33 s     |
| 10e | Nathan Haas       | Australie | Dimension Data   | + 1 min 38 s     |

### Classements annexe
| Classement par points | Classement par points | Classement par points | Classement par points | Classement par points |
| Coureur               | Coureur               | Pays                  | Équipe                | Points                |
| --------------------- | --------------------- | --------------------- | --------------------- | --------------------- |
| 1er                   | Alexander Kristoff    | Norvège               | Katusha-Alpecin       | 47 pts                |
| 2e                    | Ben Hermans           | Belgique              | BMC Racing Team       | 42 pts                |
| 3e                    | Rui Costa             | Portugal              | UAE Abu Dhabi         | 33 pts                |
| 4e                    | Sonny Colbrelli       | Italie                | Bahrain-Merida        | 25 pts                |
| 5e                    | Kristian Sbaragli     | Italie                | Dimension Data        | 19 pts                |
| 6e                    | Fabio Aru             | Italie                | Astana                | 18 pts                |
| 7e                    | Merhawi Kudus         | Érythrée              | Dimension Data        | 16 pts                |
| 8e                    | Søren Kragh Andersen  | Danemark              | Team Sunweb           | 15 pts                |
| 9e                    | Nathan Haas           | Australie             | Dimension Data        | 15 pts                |
| 10e                   | Jakob Fuglsang        | Danemark              | Astana                | 15 pts                |

| Classement par points | Classement par points | Classement par points | Classement par points | Classement par points |
| Coureur               | Coureur               | Pays                  | Équipe                | Points                |
| --------------------- | --------------------- | --------------------- | --------------------- | --------------------- |
| 1er                   | Alexander Kristoff    | Norvège               | Katusha-Alpecin       | 47 pts                |
| 2e                    | Ben Hermans           | Belgique              | BMC Racing Team       | 42 pts                |
| 3e                    | Rui Costa             | Portugal              | UAE Abu Dhabi         | 33 pts                |
| 4e                    | Sonny Colbrelli       | Italie                | Bahrain-Merida        | 25 pts                |
| 5e                    | Kristian Sbaragli     | Italie                | Dimension Data        | 19 pts                |
| 6e                    | Fabio Aru             | Italie                | Astana                | 18 pts                |
| 7e                    | Merhawi Kudus         | Érythrée              | Dimension Data        | 16 pts                |
| 8e                    | Søren Kragh Andersen  | Danemark              | Team Sunweb           | 15 pts                |
| 9e                    | Nathan Haas           | Australie             | Dimension Data        | 15 pts                |
| 10e                   | Jakob Fuglsang        | Danemark              | Astana                | 15 pts                |

| Classement du meilleur jeune | Classement du meilleur jeune | Classement du meilleur jeune | Classement du meilleur jeune | Classement du meilleur jeune |
| Coureur                      | Coureur                      | Pays                         | Équipe                       | Temps                        |
| ---------------------------- | ---------------------------- | ---------------------------- | ---------------------------- | ---------------------------- |
| 1er                          | Merhawi Kudus                | Érythrée                     | Dimension Data               | 20 h 57 min 18 s             |
| 2e                           | Lachlan Morton               | Australie                    | Dimension Data               | + 23 s                       |
| 3e                           | Laurens De Plus              | Belgique                     | Quick-Step Floors            | + 1 min 04 s                 |
| 4e                           | Søren Kragh Andersen         | Danemark                     | Team Sunweb                  | + 1 min 04 s                 |
| 5e                           | Daniel Pearson               | Royaume-Uni                  | Aqua Blue Sport              | + 1 min 20 s                 |
| 6e                           | Guillaume Martin             | France                       | Wanty-Groupe Gobert          | + 2 min 00 s                 |
| 7e                           | Alexey Lutsenko              | Kazakhstan                   | Astana                       | + 2 min 12 s                 |
| 8e                           | Anass Aït El Abdia           | Maroc                        | UAE Abu Dhabi                | + 3 min 52 s                 |
| 9e                           | Jhon Anderson Rodríguez      | Colombie                     | Delko-Marseille Provence-KTM | + 7 min 07 s                 |
| 10e                          | Jakub Kaczmarek              | Pologne                      | CCC Sprandi Polkowice        | + 8 min 18 s                 |

| Classement du meilleur jeune | Classement du meilleur jeune | Classement du meilleur jeune | Classement du meilleur jeune | Classement du meilleur jeune |
| Coureur                      | Coureur                      | Pays                         | Équipe                       | Temps                        |
| ---------------------------- | ---------------------------- | ---------------------------- | ---------------------------- | ---------------------------- |
| 1er                          | Merhawi Kudus                | Érythrée                     | Dimension Data               | 20 h 57 min 18 s             |
| 2e                           | Lachlan Morton               | Australie                    | Dimension Data               | + 23 s                       |
| 3e                           | Laurens De Plus              | Belgique                     | Quick-Step Floors            | + 1 min 04 s                 |
| 4e                           | Søren Kragh Andersen         | Danemark                     | Team Sunweb                  | + 1 min 04 s                 |
| 5e                           | Daniel Pearson               | Royaume-Uni                  | Aqua Blue Sport              | + 1 min 20 s                 |
| 6e                           | Guillaume Martin             | France                       | Wanty-Groupe Gobert          | + 2 min 00 s                 |
| 7e                           | Alexey Lutsenko              | Kazakhstan                   | Astana                       | + 2 min 12 s                 |
| 8e                           | Anass Aït El Abdia           | Maroc                        | UAE Abu Dhabi                | + 3 min 52 s                 |
| 9e                           | Jhon Anderson Rodríguez      | Colombie                     | Delko-Marseille Provence-KTM | + 7 min 07 s                 |
| 10e                          | Jakub Kaczmarek              | Pologne                      | CCC Sprandi Polkowice        | + 8 min 18 s                 |

| Classement de la combativité | Classement de la combativité | Classement de la combativité | Classement de la combativité | Classement de la combativité |
| Coureur                      | Coureur                      | Pays                         | Équipe                       | Points                       |
| ---------------------------- | ---------------------------- | ---------------------------- | ---------------------------- | ---------------------------- |
| 1er                          | Aimé De Gendt                | Belgique                     | Sport Vlaanderen-Baloise     | 18 pts                       |
| 2e                           | Preben Van Hecke             | Belgique                     | Sport Vlaanderen-Baloise     | 14 pts                       |
| 3e                           | Mark Christian               | Royaume-Uni                  | Aqua Blue Sport              | 13 pts                       |
| 4e                           | Stefan Denifl                | Autriche                     | Aqua Blue Sport              | DQ                           |
| 5e                           | Iljo Keisse                  | Belgique                     | Quick-Step Floors            | 8 pts                        |
| 6e                           | Ben Hermans                  | Belgique                     | BMC Racing Team              | 7 pts                        |
| 7e                           | Bob Jungels                  | Luxembourg                   | Quick-Step Floors            | 7 pts                        |
| 8e                           | Bert Van Lerberghe           | Belgique                     | Sport Vlaanderen-Baloise     | 7 pts                        |
| 9e                           | Kazushige Kuboki             | Japon                        | Nippo-Vini Fantini           | 6 pts                        |
| 10e                          | Axel Domont                  | France                       | AG2R La Mondiale             | 5 pts                        |

| Classement de la combativité | Classement de la combativité | Classement de la combativité | Classement de la combativité | Classement de la combativité |
| Coureur                      | Coureur                      | Pays                         | Équipe                       | Points                       |
| ---------------------------- | ---------------------------- | ---------------------------- | ---------------------------- | ---------------------------- |
| 1er                          | Aimé De Gendt                | Belgique                     | Sport Vlaanderen-Baloise     | 18 pts                       |
| 2e                           | Preben Van Hecke             | Belgique                     | Sport Vlaanderen-Baloise     | 14 pts                       |
| 3e                           | Mark Christian               | Royaume-Uni                  | Aqua Blue Sport              | 13 pts                       |
| 4e                           | Stefan Denifl                | Autriche                     | Aqua Blue Sport              | DQ                           |
| 5e                           | Iljo Keisse                  | Belgique                     | Quick-Step Floors            | 8 pts                        |
| 6e                           | Ben Hermans                  | Belgique                     | BMC Racing Team              | 7 pts                        |
| 7e                           | Bob Jungels                  | Luxembourg                   | Quick-Step Floors            | 7 pts                        |
| 8e                           | Bert Van Lerberghe           | Belgique                     | Sport Vlaanderen-Baloise     | 7 pts                        |
| 9e                           | Kazushige Kuboki             | Japon                        | Nippo-Vini Fantini           | 6 pts                        |
| 10e                          | Axel Domont                  | France                       | AG2R La Mondiale             | 5 pts                        |

| Classement par équipes | Classement par équipes | Classement par équipes | Classement par équipes |
| Équipe                 | Équipe                 | Pays                   | Temps                  |
| ---------------------- | ---------------------- | ---------------------- | ---------------------- |
| 1re                    | Dimension Data         | Afrique du Sud         | 62 h 52 min 46 s       |
| 2e                     | AG2R La Mondiale       | France                 | + 2 min 12 s           |
| 3e                     | Astana                 | Kazakhstan             | + 2 min 20 s           |
| 4e                     | Bahrain-Merida         | Bahreïn                | + 4 min 42 s           |
| 5e                     | BMC Racing Team        | États-Unis             | + 5 min 17 s           |
| 6e                     | Quick-Step Floors      | Belgique               | + 9 min 02 s           |
| 7e                     | Aqua Blue Sport        | Irlande                | + 14 min 15 s          |
| 8e                     | UnitedHealthcare       | États-Unis             | + 14 min 25 s          |
| 9e                     | CCC Sprandi Polkowice  | Pologne                | + 17 min 58 s          |
| 10e                    | UAE Abu Dhabi          | Émirats arabes unis    | + 18 min 24 s          |

| Classement par équipes | Classement par équipes | Classement par équipes | Classement par équipes |
| Équipe                 | Équipe                 | Pays                   | Temps                  |
| ---------------------- | ---------------------- | ---------------------- | ---------------------- |
| 1re                    | Dimension Data         | Afrique du Sud         | 62 h 52 min 46 s       |
| 2e                     | AG2R La Mondiale       | France                 | + 2 min 12 s           |
| 3e                     | Astana                 | Kazakhstan             | + 2 min 20 s           |
| 4e                     | Bahrain-Merida         | Bahreïn                | + 4 min 42 s           |
| 5e                     | BMC Racing Team        | États-Unis             | + 5 min 17 s           |
| 6e                     | Quick-Step Floors      | Belgique               | + 9 min 02 s           |
| 7e                     | Aqua Blue Sport        | Irlande                | + 14 min 15 s          |
| 8e                     | UnitedHealthcare       | États-Unis             | + 14 min 25 s          |
| 9e                     | CCC Sprandi Polkowice  | Pologne                | + 17 min 58 s          |
| 10e                    | UAE Abu Dhabi          | Émirats arabes unis    | + 18 min 24 s          |

### UCI Asia Tour
Ce Tour d'Oman attribue des points pour l'UCI Asia Tour 2017, y compris aux coureurs faisant partie d'une équipe ayant un label WorldTeam. De plus la course donne le même nombre de points individuellement à tous les coureurs pour le Classement mondial UCI 2017.
| Position,          | 1er | 2e  | 3e  | 4e  | 5e | 6e | 7e | 8e | 9e | 10e | 11e | 12e | 13e | 14e | 15e | 16e à 30e | 31e à 40e |
| Classement général | 200 | 150 | 125 | 100 | 85 | 70 | 60 | 50 | 40 | 35  | 30  | 25  | 20  | 15  | 10  | 5         | 3         |
| Par étape          | 20  | 10  | 5   |     |    |    |    |    |    |     |     |     |     |     |     |           |           |
| Leader, par étape  | 5   |     |     |     |    |    |    |    |    |     |     |     |     |     |     |           |           |

## Liste des participants
| Légende                                | Légende                                                                                                  | Légende                                | Légende                                                                                                  |
| -------------------------------------- | --- | -------------------------------------- | --- |
| Num                                    | Dossard de départ porté par le coureur sur ce Tour d'Oman                                                | Pos                                    | Position finale au classement général                                                                    |
| Leader du classement général           | Indique le vainqueur du classement général                                                               | Leader du classement par points        | Indique le vainqueur du classement par points                                                            |
| Leader du classement du meilleur jeune | Indique le vainqueur du classement du meilleur jeune                                                     | Leader du classement de la combativité | Indique le vainqueur du classement de la combativité                                                     |
|                                        | Indique un maillot de champion national ou mondial, suivi de sa spécialité                               | #                                      | Indique la meilleure équipe                                                                              |
| NP                                     | Indique un coureur qui n'a pas pris le départ d'une étape, suivi du numéro de l'étape où il s'est retiré | AB                                     | Indique un coureur qui n'a pas terminé une étape, suivi du numéro de l'étape où il s'est retiré          |
| HD                                     | Indique un coureur qui a terminé une étape hors des délais, suivi du numéro de l'étape                   | *                                      | Indique un coureur en lice pour le classement du meilleur jeune (coureurs nés après le 1er janvier 1992) |

| Astana AST          | Astana AST                 | Astana AST |
| ------------------- | -------------------------- | ---------- |
| Num                 | Coureur                    | Pos        |
| 1                   | Fabio Aru (ITA)            | 3e         |
| 2                   | Daniil Fominykh (KAZ)      | 118e       |
| 3                   | Jakob Fuglsang (DEN)       | 17e        |
| 4                   | Tanel Kangert (EST)        | 33e        |
| 5                   | Bakhtiyar Kozhatayev (KAZ) | 129e       |
| 6                   | Alexey Lutsenko (KAZ)      | 20e        |
| 7                   | Nikita Stalnov (KAZ)       | 92e        |
| 8                   | Andrey Zeits (KAZ)         | 25e        |
| Directeur sportif : |                            |            |

| AG2R La Mondiale ALM | AG2R La Mondiale ALM     | AG2R La Mondiale ALM |
| -------------------- | ------------------------ | -------------------- |
| Num                  | Coureur                  | Pos                  |
| 11                   | Romain Bardet (FRA)      | 6e                   |
| 12                   | Gediminas Bagdonas (LTU) | 116e                 |
| 13                   | Axel Domont (FRA)        | 29e                  |
| 14                   | Sondre Holst Enger (NOR) | NP-2                 |
| 15                   | Mathias Frank (SUI)      | 7e                   |
| 16                   | Alexis Gougeard (FRA)    | 102e                 |
| 17                   | Hugo Houle (CAN)         | 77e                  |
| 18                   | Oliver Naesen (BEL)      | 41e                  |
| Directeur sportif :  |                          |                      |

| BMC Racing BMC      | BMC Racing BMC          | BMC Racing BMC |
| ------------------- | ----------------------- | -------------- |
| Num                 | Coureur                 | Pos            |
| 21                  | Greg Van Avermaet (BEL) | 21e            |
| 22                  | Jempy Drucker (LUX)     | 131e           |
| 23                  | Martin Elmiger (SUI)    | 75e            |
| 24                  | Kilian Frankiny (SUI)   | 59e            |
| 25                  | Ben Hermans (BEL)       | 1er            |
| 26                  | Stefan Küng (SUI)       | 46e            |
| 27                  | Daniel Oss (ITA)        | 36e            |
| 28                  | Michael Schär (SUI)     | 37e            |
| Directeur sportif : |                         |                |

| Katusha-Alpecin KAT | Katusha-Alpecin KAT          | Katusha-Alpecin KAT |
| ------------------- | ---------------------------- | ------------------- |
| Num                 | Coureur                      | Pos                 |
| 31                  | Alexander Kristoff (NOR)     | 50e                 |
| 32                  | Jenthe Biermans (BEL)        | 112e                |
| 33                  | Marco Haller (AUT)           | 95e                 |
| 34                  | Reto Hollenstein (SUI)       | 32e                 |
| 35                  | Viatcheslav Kouznetsov (RUS) | 115e                |
| 36                  | Michael Mørkøv (DEN)         | 122e                |
| 37                  | Nils Politt (GER)            | NP-5                |
| 38                  | Rein Taaramäe (EST)          | 28e                 |
| Directeur sportif : |                              |                     |

| UAE Abu Dhabi UAD   | UAE Abu Dhabi UAD                | UAE Abu Dhabi UAD |
| ------------------- | -------------------------------- | ----------------- |
| Num                 | Coureur                          | Pos               |
| 41                  | Rui Costa (POR)                  | 2e                |
| 42                  | Anass Aït El Abdia (MAR) (Route) | 27e               |
| 43                  | Roberto Ferrari (ITA)            | 128e              |
| 44                  | Marko Kump (SLO)                 | 70e               |
| 45                  | Marco Marcato (ITA)              | 78e               |
| 46                  | Yousif Mirza (UAE) (Route)       | 107e              |
| 47                  | Sacha Modolo (ITA)               | 124e              |
| 48                  | Federico Zurlo (ITA)             | 127e              |
| Directeur sportif : |                                  |                   |

| Quick-Step Floors QST | Quick-Step Floors QST                         | Quick-Step Floors QST |
| --------------------- | --------------------------------------------- | --------------------- |
| Num                   | Coureur                                       | Pos                   |
| 51                    | Tom Boonen (BEL)                              | 64e                   |
| 52                    | Eros Capecchi (ITA)                           | 44e                   |
| 53                    | David de la Cruz (ESP)                        | 11e                   |
| 54                    | Laurens De Plus (BEL)                         | 13e                   |
| 55                    | Bob Jungels (LUX) (Route et Contre-la-montre) | 68e                   |
| 56                    | Iljo Keisse (BEL)                             | 106e                  |
| 57                    | Yves Lampaert (BEL)                           | 87e                   |
| 58                    | Niki Terpstra (NED)                           | 60e                   |
| Directeur sportif :   |                                               |                       |

| Dimension Data DDD  | Dimension Data DDD       | Dimension Data DDD |
| ------------------- | ------------------------ | ------------------ |
| Num                 | Coureur                  | Pos                |
| 61                  | Merhawi Kudus (ERI)      | 4e                 |
| 62                  | Mekseb Debesay (ERI)     | 24e                |
| 63                  | Tyler Farrar (USA)       | 120e               |
| 64                  | Nathan Haas (AUS)        | 10e                |
| 65                  | Lachlan Morton (AUS)     | 8e                 |
| 66                  | Youcef Reguigui (ALG)    | 56e                |
| 67                  | Kristian Sbaragli (ITA)  | 79e                |
| 68                  | Jay Robert Thomson (RSA) | 94e                |
| Directeur sportif : |                          |                    |

| Aqua Blue Sport ABS | Aqua Blue Sport ABS       | Aqua Blue Sport ABS |
| ------------------- | ------------------------- | ------------------- |
| Num                 | Coureur                   | Pos                 |
| 71                  | Adam Blythe (GBR) (Route) | 98e                 |
| 72                  | Matthew Brammeier (IRL)   | 137e                |
| 73                  | Mark Christian (GBR)      | 90e                 |
| 74                  | Stefan Denifl (AUT)       | DSQ                 |
| 75                  | Andrew Fenn (GBR)         | 139e                |
| 76                  | Lasse Norman Hansen (DEN) | 82e                 |
| 77                  | Daniel Pearson (GBR)      | 15e                 |
| 78                  | Larry Warbasse (USA)      | 26e                 |
| Directeur sportif : |                           |                     |

| Sunweb SUN          | Sunweb SUN                 | Sunweb SUN |
| ------------------- | -------------------------- | ---------- |
| Num                 | Coureur                    | Pos        |
| 81                  | Søren Kragh Andersen (DEN) | 14e        |
| 82                  | Roy Curvers (NED)          | 83e        |
| 83                  | Bert De Backer (BEL)       | 108e       |
| 84                  | Ramon Sinkeldam (NED)      | 62e        |
| 85                  | Tom Stamsnijder (NED)      | 52e        |
| 86                  | Mike Teunissen (NED)       | 48e        |
| 87                  | Zico Waeytens (BEL)        | 96e        |
| 88                  | Max Walscheid (GER)        | NP-3       |
| Directeur sportif : |                            |            |

| Bahrain-Merida TBM  | Bahrain-Merida TBM      | Bahrain-Merida TBM |
| ------------------- | ----------------------- | ------------------ |
| Num                 | Coureur                 | Pos                |
| 91                  | Giovanni Visconti (ITA) | 9e                 |
| 92                  | Valerio Agnoli (ITA)    | 39e                |
| 93                  | Grega Bole (SLO)        | 104e               |
| 94                  | Borut Božič (SLO)       | 136e               |
| 95                  | Sonny Colbrelli (ITA)   | 40e                |
| 96                  | Chun Kai Feng (TPE)     | 133e               |
| 97                  | Tsgabu Grmay (ETH)      | 5e                 |
| 98                  | Meiyin Wang (CHN)       | 100e               |
| Directeur sportif : |                         |                    |

| Sport Vlaanderen-Baloise SVB | Sport Vlaanderen-Baloise SVB | Sport Vlaanderen-Baloise SVB |
| ---------------------------- | ---------------------------- | ---------------------------- |
| Num                          | Coureur                      | Pos                          |
| 101                          | Preben Van Hecke (BEL)       | 65e                          |
| 102                          | Piet Allegaert (BEL)         | 66e                          |
| 103                          | Aime De Gendt (BEL)          | 132e                         |
| 104                          | Benjamin Declercq (BEL)      | 38e                          |
| 105                          | Christophe Noppe (BEL)       | 89e                          |
| 106                          | Stijn Steels (BEL)           | 71e                          |
| 107                          | Dries Van Gestel (BEL)       | 58e                          |
| 108                          | Bert Van Lerberghe (BEL)     | 99e                          |
| Directeur sportif :          |                              |                              |

| Wanty-Groupe Gobert WGG | Wanty-Groupe Gobert WGG  | Wanty-Groupe Gobert WGG |
| ----------------------- | ------------------------ | ----------------------- |
| Num                     | Coureur                  | Pos                     |
| 111                     | Simone Antonini (ITA)    | 69e                     |
| 112                     | Kenny Dehaes (BEL)       | 138e                    |
| 113                     | Fabien Doubey (FRA)      | 43e                     |
| 114                     | Wesley Kreder (NED)      | 111e                    |
| 115                     | Guillaume Levarlet (FRA) | 45e                     |
| 116                     | Guillaume Martin (FRA)   | 19e                     |
| 117                     | Danilo Napolitano (ITA)  | 125e                    |
| 118                     | Robin Stenuit (BEL)      | 123e                    |
| Directeur sportif :     |                          |                         |

| UnitedHealthcare UHC | UnitedHealthcare UHC        | UnitedHealthcare UHC |
| -------------------- | --------------------------- | -------------------- |
| Num                  | Coureur                     | Pos                  |
| 121                  | Janier Acevedo (COL)        | 12e                  |
| 122                  | Alexander Cataford (CAN)    | 67e                  |
| 123                  | Jonathan Clarke (AUS)       | 81e                  |
| 124                  | Daniel Eaton (USA)          | 109e                 |
| 125                  | Lucas Sebastián Haedo (ARG) | 110e                 |
| 126                  | Chris Jones (USA)           | 54e                  |
| 127                  | Gavin Mannion (USA)         | 57e                  |
| 128                  | Lachlan Norris (AUS)        | 18e                  |
| Directeur sportif :  |                             |                      |

| Nippo-Vini Fantini NIP | Nippo-Vini Fantini NIP     | Nippo-Vini Fantini NIP |
| ---------------------- | -------------------------- | ---------------------- |
| Num                    | Coureur                    | Pos                    |
| 131                    | Julián Arredondo (COL)     | 61e                    |
| 132                    | Nicola Bagioli (ITA)       | 80e                    |
| 133                    | Marco Canola (ITA)         | 86e                    |
| 134                    | Eduard-Michael Grosu (ROU) | 105e                   |
| 135                    | Kazushige Kuboki (JPN)     | 117e                   |
| 136                    | Alan Marangoni (ITA)       | 113e                   |
| 137                    | Ivan Santaromita (ITA)     | 31e                    |
| 138                    | Kohei Uchima (JPN)         | 121e                   |
| Directeur sportif :    |                            |                        |

| CCC Sprandi Polkowice CCC | CCC Sprandi Polkowice CCC | CCC Sprandi Polkowice CCC |
| ------------------------- | ------------------------- | ------------------------- |
| Num                       | Coureur                   | Pos                       |
| 141                       | Jakub Kaczmarek (POL)     | 35e                       |
| 142                       | Adrian Kurek (POL)        | 72e                       |
| 143                       | Nikolay Mihaylov (BUL)    | 42e                       |
| 144                       | Michał Paluta (POL)       | 74e                       |
| 145                       | Simone Ponzi (ITA)        | 30e                       |
| 146                       | Branislau Samoilau (BLR)  | 47e                       |
| 147                       | František Sisr (CZE)      | 114e                      |
| 148                       | Patryk Stosz (POL)        | 51e                       |
| Directeur sportif :       |                           |                           |

| Wilier Triestina-Selle Italia WIL | Wilier Triestina-Selle Italia WIL | Wilier Triestina-Selle Italia WIL |
| --------------------------------- | --------------------------------- | --------------------------------- |
| Num                               | Coureur                           | Pos                               |
| 151                               | Filippo Pozzato (ITA)             | 49e                               |
| 152                               | Rafael Andriato (BRA)             | 93e                               |
| 153                               | Manuel Belletti (ITA)             | 85e                               |
| 154                               | Alberto Cecchin (ITA)             | 91e                               |
| 155                               | Giuseppe Fonzi (ITA)              | 126e                              |
| 156                               | Ilia Koshevoy (BLR)               | 23e                               |
| 157                               | Jakub Mareczko (ITA)              | AB-4                              |
| 158                               | Jacopo Mosca (ITA)                | 63e                               |
| Directeur sportif :               |                                   |                                   |

| Delko-Marseille Provence-KTM DMP | Delko-Marseille Provence-KTM DMP | Delko-Marseille Provence-KTM DMP |
| -------------------------------- | -------------------------------- | -------------------------------- |
| Num                              | Coureur                          | Pos                              |
| 161                              | Daniel Díaz (ARG)                |                                  |
| 162                              | Delio Fernández (ESP)            | 16e                              |
| 163                              | Benjamin Giraud (FRA)            | 130e                             |
| 164                              | Thierry Hupond (FRA)             | 76e                              |
| 165                              | Asbjørn Kragh Andersen (DEN)     | 84e                              |
| 166                              | Martin Laas (EST)                | 134e                             |
| 167                              | Jhon Anderson Rodríguez (COL)    | 34e                              |
| 168                              |                                  |                                  |
| Directeur sportif :              |                                  |                                  |

| WB-Veranclassic-Aqua Protect WVA | WB-Veranclassic-Aqua Protect WVA | WB-Veranclassic-Aqua Protect WVA |
| -------------------------------- | -------------------------------- | -------------------------------- |
| Num                              | Coureur                          | Pos                              |
| 171                              | Roy Jans (BEL)                   | 101e                             |
| 172                              | Thomas Deruette (BEL)            | 119e                             |
| 173                              | Grégory Habeaux (BEL)            | 97e                              |
| 174                              | Christophe Masson (FRA)          | 135e                             |
| 175                              | Olivier Pardini (BEL)            | 53e                              |
| 176                              | Dimitri Peyskens (BEL)           | 22e                              |
| 177                              | Lukas Spengler (SUI)             | 73e                              |
| 178                              | Julien Stassen (BEL)             | 103e                             |
| Directeur sportif :              |                                  |                                  |